# ハードSF

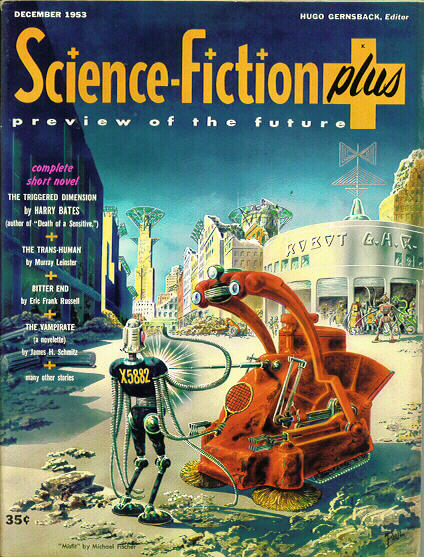
フランク・R・パウルによるサイエンス・フィクション・プラスの最終号（1953年12月）の表紙

ハードSF（英: hard science fiction）は、ジャンルとしてのサイエンス・フィクション（SF）の細分類（サブジャンル）として、(1)主流あるいは「本格」SF作品(ハードコアSFともいう)、(2)ストーリーやプロットの骨格として科学がベースにあるアイディアを置いている作品、の、いずれかを指して使われる用語である（日本におけるSF評論で、語義(2)に相当する作品が具体的にどのようなものとされているかは#詳細の節を参照）。以下では専ら(2)について説明する。
日本語では対応する言葉がなく、英語がそのまま片仮名で用いられているが、中国語では「硬科幻」（科幻＝科学幻想＝SF）と訳されている。
「ハードSF」という用語は1957年、ジョン・W・キャンベルの Islands of Space についてのアスタウンディング誌に掲載されたレビューでP・スカイラー・ミラーが使ったのが初出とされている。

## 定義
「ハードSF」とされる作品群においては、科学技術、とくに既知の天文学・物理学・化学・数学・工学技術などの正確で論理的で厳密な描写と、これらの科学知識に裏付けられた理論上可能なアイデアが中心となっている、とされる。
この分類について、執筆ないし発表後に、そのアイデアが成立しなくなるような科学的発見等があったとしても、執筆時点でそのように書かれた作品が、後から「ハードSFではなくなる」とはしないとするのが今のところ一般的である。例えば、P・スカイラー・ミラーはアーサー・C・クラークの1961年の作品『渇きの海』をその例に挙げている。同作の、月の砂漠の内部に空洞があるというアイデアは、その後のアポロ計画による探査の結果ではそのようなものがありそうなデータは無かったが、同作は引き続きハードSFと扱われている。
なお、ここで言う「科学」は「自然科学」であり、人文科学や社会科学は含まれず、心理学などの科学を取り入れたSFについては、英語圏ではソフトSF (Soft science fiction) という語がある。これはハードSFの対義語として1970年代後半に生まれた用語である。日本語圏では一般的ではなく、単なる逐語的対義語としてソフトSFという言葉が使われることがある程度である。実際、厳密な分類ではなく、レビューや評論で作品を分類するのに便利な用語でしかない。

### 詳細
ハードSFとはどんなものか、を説明した成文としては、以下のようなものがある。
大野万紀の『SFハンドブック』の「ハードSF」の項目では、石原藤夫による「小説の〈問題意識〉、〈舞台設定〉、〈展開〉、〈解決〉のすべてにおいて、理工学的な知識に基づいた科学的ないしは空想科学的な認識や手法を生かしたもの」、小松左京による「科学の理論的追求が、そのフロンティアにおいて遭遇している〈問題〉について、文学的な〈処理〉を行う」、自由国民社『世界のSF文学総解説』からの「SFというジャンルを、SFのもつ科学ムード的、イメージ的側面に重きをおいてとらえていった場合、その中核的な部分にあたる作品をいう」といった定義を引用している。
また、石原藤夫と金子隆一の『SF キイ・パーソン&キイ・ブック』での「科学的仮説や論理が小説のプロットと一体化していて、前者をのぞくと、質の問題とは無関係に、小説とは呼べないものになってしまうようなサイエンス・フィクションのことである」とある。
1990年代になって、DNAやミトコンドリアなど、新たに興隆したバイオテクノロジーの知識を駆使した作品群が続々と登場したが、その分類をめぐっては、該博な生物学的アイデアを中心としていることに注目して「新たな形式のハードSF」とみなされる一方で、「SFではなくバイオホラー、あるいは理数系ホラー」という異なるジャンル概念に分化させる意見もあり、評価は一定していない。

## 科学的厳密さ
ハードSFの特徴として、作品のストーリーの根幹をなす問題に対して科学的に整合性のとれた解決が与えられるということが挙げられる。このような態度は、世界を科学的に認識することによって問題を解決に導くことを旨とした、ジョン・W・キャンベルが推し進めたSF黄金期の初期の形を純粋に受け継いだものと言える。
こうした科学面の重視について、ハードSFに批判的な立場からは、「人間描写が浅い」「科学知識の解説に偏重して小説とは言えない」などの批判が展開されるが、これは、人間描写よりも科学描写を重視する「ハードSF」というジャンルの持つ業であろう。
ただし、どの程度までを「科学的」とみなすか、そもそも「科学的」とはどういうことかで様々な見方がある。ハードSFとされる作品にも疑似科学は取り上げられているがこれを科学的とみなせるかという問題がある。
ハードSFファンには作品内の科学的に不正確な点を探すことを「ゲーム」のように楽しむ者もいる。例えばMITのグループはハル・クレメントの1953年の長編『重力の使命』に登場する惑星メスクリンは赤道付近が鋭くとがっていなければならないと指摘し、フロリダ州の高校ではラリー・ニーヴンの1970年の長編『リングワールド』について計算を行い、表土が数千年で海に滑り込んだはずだと指摘した。『リングワールド』はその巨大環状構造物が不安定であり、最終的に中心の太陽とぶつかってしまうと指摘されたことでも有名であり、ニーヴンは続編『リングワールドふたたび』で誤りを訂正し不安定さをストーリーに取り入れた。

## 類似ジャンルとの比較
ハードSFは、作品の設定が科学的な合理性を重要視しておこなわれており、作品中で登場するさまざまな技術的成果物や事件に対して、科学的な（あるいは疑似科学的な）原理の説明が与えられる点で、単なるガジェットSFとは異なる。
軌道エレベータを例にするならば、赤道上以外の位置に軌道エレベータを設置することは難しいという力学上の問題や、建造に必須の非常に強度の高い建築素材をどのように製造・調達するのか、さらにはそもそもどの様な手順で軌道エレベータを設置するのか、などといった工学的諸問題について、それらを技術的に解決する様子を理論的にありうる整合性を持って描写するのが典型的なハードSFである。極端な話、「どうやって軌道エレベータを設置したのか」という、そこまでを正確な科学技術の理論の説明を付加したドキュメンタリータッチの物語として描くだけでも、ハードSFとしては成立し得る。
これに対して、工学的な諸問題については立ち入らず、「軌道エレベーターの技術的な確立がされていること」ないし「軌道エレベータが既にそこに存在していること」を物語成立の前提条件として、これを舞台に、あるいは道具立てとして、ストーリーを展開させてゆくのがガジェットSFである。
そのため、ハードSFを書く作家について言えば、その職業的知識や経験を作品に生かせる元あるいは現役の技術者や科学者などといった経歴を持つ者が多い。
ハードSFはスペースオペラとも好対照を見せている。ここでは超光速航法を例にとる。現実の物理学では相対性理論によって、物体は光速度を超えるまで加速することはできない。しかし、太陽系外、特に複数の恒星系間を股に掛けて舞台とするSFでは、光速度を超える速さでの移動が物語上要求されるため、硬軟を問わず無数の超光速航行理論が提唱されている。
ハードSF作品においては宇宙を舞台にする場合、舞台は太陽系内か、近郊の恒星系にとどめることになる。疑似科学あるいは最先端の物理学の仮説を応用・拡張して、超光速航法の理論を構築するものもあるが、あくまで超光速の移動手段は登場せず、亜光速以下の速度の移動手段しか登場しないものも多い。
スペースオペラ作品群はそうした光速の壁には頓着せず、宇宙を縦横無尽に駆け巡るために超光速航法をブラックボックスとして使用している。スペースオペラにおいて、科学的な設定を施したものはモダン・スペースオペラとも呼ばれる。

## ハードSF系作家一覧
以上、「ハードSF」の定義について縷縷と述べてきたが、SFの定義は各人によって様々であり、一意的に定義するのは不可能である。
そこで、一般的にハードSF作家、もしくは「ハードSFっぽい作品を書いている人」として一定の認知を得ている作家を列挙することで、「これらの人びとが書いているような傾向の作品」と、帰納的に示すのも一案であろう。ただし、これらの作家もハードでないSFや、コメディ・児童向け作品などとしてあえてハードSFのフォーマットから逸脱させた作品を書いている者もいる。（順不同）

### 小説家
| 名前                         | 作品                                                               |
| ---------------------------- | ------------------------------------------------------------------ |
| アンディ・ウィアー           | 『火星の人』、『アルテミス』、『プロジェクト・ヘイル・メアリー』等 |
| アーサー・C・クラーク        | 『楽園の泉』等                                                     |
| ロバート・A・ハインライン    | 『月は無慈悲な夜の女王』等                                         |
| アイザック・アシモフ         | 『われはロボット』等                                               |
| ロバート・L・フォワード      | 『竜の卵』、『ロシュワールド』、『火星の虹』等                     |
| チャールズ・シェフィールド   | 『マッカンドルー航宙記』『ニムロデ狩り』等                         |
| スティーヴン・バクスター     | 「ジーリー」シリーズ、『タイム・シップ』等                         |
| グレゴリー・ベンフォード     | 『夜の大海の中で』、『大いなる天上の河』等                         |
| ラリー・ニーヴン             | 「ノウンスペース」シリーズ等                                       |
| ルーディ・ラッカー           | 『時空ドーナツ』等                                                 |
| グレッグ・ベア               | 『女王天使』、『永劫』、『久遠』等                                 |
| グレッグ・イーガン           | 『宇宙消失』、『順列都市』等                                       |
| デイヴィッド・ブリン         | 「知性化」シリーズ、『サンダイバー』等                             |
| カール・セーガン             | 『コンタクト』                                                     |
| フレッド・ホイル             | 『10月1日では遅すぎる』等                                          |
| キム・スタンリー・ロビンスン | 『レッド・マーズ』、『グリーン・マーズ』等                         |
| ポール・プロイス             | 『天国への門』、『地獄への門』等                                   |
| ポール・アンダースン         | 『タウ・ゼロ』、『アーヴァタール』等                               |
| ジェイムズ・P・ホーガン      | 『星を継ぐもの』、『未来の二つの顔』、『造物主の掟』等             |
| ハル・クレメント             | 『重力の使命』等                                                   |
| ジュール・ヴェルヌ           | 『月世界旅行』、『海底二万里』等                                   |
| スタニスワフ・レム           | 『ソラリスの陽のもとに』、『虚数』等                               |
| 石原藤夫                     | 「惑星」シリーズ、『宇宙船オロモルフ号の冒険』等                   |
| 堀晃                         | 「トリニティ」シリーズ、『バビロニア・ウェーブ』等                 |
| クライン・ユーベルシュタイン | 『緑の石』、『青い紐』、『赤い星』等                               |
| 小松左京                     | 『さよならジュピター』、『日本沈没』等                             |
| 豊田有恒                     | 『ダイノサウルス作戦』等                                           |
| 谷甲州                       | 「航空宇宙軍史」シリーズ等                                         |
| 瀬名秀明                     | 『BRAIN VALLEY』等                                                 |
| 野尻抱介                     | 「ロケットガール」シリーズ、『太陽の簒奪者』等                     |
| 山本弘                       | 「サイバーナイト」シリーズ、『時の果てのフェブラリー』等           |
| 光瀬龍                       | 『百億の昼と千億の夜』、『宇宙年代記』シリーズ等                   |
| 笹本祐一                     | 「ARIEL」シリーズ、「星のパイロット」シリーズ等                    |
| 神林長平                     | 「戦闘妖精・雪風」シリーズ、『魂の駆動体』等                       |
| 小川一水                     | 『第六大陸』、『天涯の砦』                                         |
| 林譲治                       | AADDシリーズ、『ルナ・シューター』等                               |

### SF漫画家
| 名前       | 作品                                           |
| ---------- | ---------------------------------------------- |
| 星野之宣   | 『2001夜物語』、『コドク・エクスペリメント』等 |
| 士郎正宗   | 『攻殻機動隊』、『ブラック・マジック』等       |
| 山下いくと | 『ダークウィスパー』                           |
| 的場健     | 『まっすぐ天へ』（金子隆一原作）               |
| 弐瓶勉     | 『BLAME!』、『BIOMEGA』                        |

### SF評論
ここではハードSFの評論や科学の視点からのSFの評論を試みている例を挙げる。ミステリ評論がミステリではないように、SF評論はSFではないため、この節はここまでの節とは違い、(ハード)SF作品を挙げてはいない。評論のために科学への深い理解が前提となる、といった理由により、科学者ないしそういった専門家がここでは多い。
| 名前     | 著作                                                     |
| -------- | -------------------------------------------------------- |
| 金子隆一 | 『新世紀未来科学』等                                     |
| 山崎昶   | 『SFを化学する』等                                       |
| 福江純   | 『SFを科学する』（石原藤夫との共著）、『SF天文学入門』等 |

### ハードSFの定義に関するリンク集
- 「ハードSF」大野万紀（早川書房編集部編「SFハンドブック」掲載）
- Kathryn Cramer's chapter on hard science fiction in The Cambridge Companion to SF, ed. Farah Mendlesohn & Edward James.
- Grading SF for Realism Kheper.net
- 対象とするSFと対象としないSF。 ウェブアーカイブ。星野力（PACSの基本構想などで知られる）による筑波大学の講義「科学技術とSF」の参考資料